# MyMFB
MyMFB（前身为MillatFacebook）是一个面向穆斯林的社交网站。它于2010年5月25日推出，以回应Facebook上一个名为大家来画穆罕默德日和巴基斯坦对Facebook的封锁。该网站称自己是“最大的穆斯林社交网站”。

## 背景
2010年5月19日，拉合尔高等法院命令在5月31日前在巴基斯坦境内封锁Facebook，因爲一名其用户在該網站上为“大家来画穆罕默德日”组织了一场比赛，以“促进言论自由”，尽管有一些用户抗議，Facebook仍没有删除该页面。而伊斯兰教严格禁止亵渎先知。巴基斯坦电信管理局随后还封锁YouTube一周，并限制访问包括维基百科在内的其他网站，称这些网站存在亵渎先知的内容。
此一爭議事件以及Facebook模糊不清的隐私控制設定皆促成了MillatFacebook的建立。此一独立网站建立于2010年5月25日，为一个Facebook风格的社交网站。乌尔都语中，“Millat”被穆斯林用于指代“烏瑪”。受当地无法使用Facebook之影响，在最初的几天里，这个网站吸引了超过4300名用户，其中大部分是巴基斯坦人，且预计还会进一步增长。然而，11天之后的2010年5月30日，一个巴基斯坦法院裁定，巴基斯坦政府应该解除对Facebook的封锁，恢复國內对其访问的權利。

## 发展
该网站的首席运营官乌斯曼·扎黑尔（Usman Zaheer）谈到Facebook时表示：“我们希望告诉Facebook用户，如果他们惹恼了我们，他们必须面对后果。如果有人亵渎我们的先知穆罕默德，那么我们将成为他的竞争对手，给它带来巨大损失。我们希望成为最大的穆斯林社交网站。”而该网站首席执行官欧默·扎黑尔（Omer Zaheer）则表示，该网站向“各种信仰的善良的正派人士”开放，并在用户尊重彼此的敏感性和信仰的前提下，鼓励言论自由。扎黑尔表示，Facebook“似乎允许嘲弄宗教……有用户上传先知穆罕默德的漫画，但他们没有考虑采取任何行动，而是站出来表示支持。”
该网站将自己描述为“帮助您联系和分享超过175个国家的50万穆斯林”。该网站还宣称自己是“最大的穆斯林社交网站”，是“Facebook的替代”（Facebook Alternative）。他们还曾表示是“Facebook的唯一竞争对手”，尽管《论坛快报》批评其忽略了Google+、领英等网站的存在。
该网站正在开发其他功能，以使其与Facebook相似，目前則已经提供了类似“涂鸦墙”（Wall）的功能以及连接到“朋友”(Friends）的功能。该公司创始团队表示，其员工正“夜以继日地工作，以提供与广受欢迎的‘加利福尼亚原型’相似的功能”。
2013年1月1日，《论坛快报》报道称，该网站因为收到了请求支付服务器资金的账单，可能会被关闭。在12月10日该网站发给用户的电子邮件中，MillatFacebook呼吁用户向其捐款，据称他们的服务器位于美国。
该网站后来更名为MyMFB。这一名称是“My Muslim Friends Book”（我的穆斯林朋友书）的缩写。